# Lucy N. Colman
Lucy Newfall Colman (Sturbridge, 26 de julio de 1817 – 18 de enero de 1906) fue una librepensadora, abolicionista y feminista estadounidense. Realizó campañas por la igualdad racial y a favor de la educación de los afroamericanos.
Colman escribió una autobiografía, llama Reminiscences en 1891, cubriendo sus memorias del movimiento abolicionista.

## Vida personal
Colman – también referida como Lucy Davis y Lucy Newhall Danforth Colman durante diferentes períodos de su vida – nació en 1817 en Sturbridge, Massachusetts, siendo hija de Hannah Newhall (fallecida en 1824) y del herrero Erastus Danforth. En 1835, contrajo su primer matrimonio con John Maubry Davis, de creencia universalista, pero falleció seis años después, producto de una tuberculosis. Ocho años después, se casó con Luther Coleman, quién también murió, a 12 meses de haberse realizado la boda, tras sufrir un accidente laboral en la estación de trenes en New York Central. Colman afirmó que murió por negligencia, debido a que la compañía no gastó el dinero suficiente para las reparaciones. La compañía pagó el funeral, pero cuando Colman solicitó que la apoyaran económicamente a partir de entonces, la compañía rechazó esa petición.
Colman tuvo una hija llamada Gertrude. Al dar a luz a su hija le hizo pensar sobre por qué las mujeres casadas y las madres tienen tan pocos derechos, y parecían depender de la ''buena voluntad de sus esposos'' para toda clase de libertades. Cuándo su hija falleció en 1862, ella optó por un monumento secular realizado por Frederick Douglass, en lugar de realizar un funeral tradicional.

## Primeros anhelos por justicia
Desde muy joven, Colman se sentía perturbada ante las injusticias del mundo. A los seis años, se sentía ''horrorizada'' al descubrir que existía la esclavitud, y usualmente le preguntaba a su mamá sobre ese tema. Para cuando tenía 35 años, ella renunció a la fe cristiana, ''más por la complicidad [de la iglesia] con la esclavitud, que por la plena comprensión de la necedad de sus creencias.''

## Profesora
Tras la muerte de su segundo marido en 1854, Colman se convirtió en profesora en una escuela con segregación racial en Rochester. Sin embargo, estaba tan horrorizada por esto, que convenció a los padres para que retiraran a sus hijos, provocando el cierre de la escuela. Junto con Susan B. Anthony, habló ante la Convención de Profesores del Estado contra el castigo físico en las escuelas, y la desigualdad de salarios entre profesoras y profesores. Fue durante este período en el que Colman desarrolló una reputación de ser una activista de causa liberal por ''silenciar a los interlocutores cristianos'', mientras ella les arrojaba sus principios. Pero dentro de dos años, Rochester comenzó a impartir educación tanto a niños de raza blanca y negra por igual.

## Logros
Colman visitó al entonces Presidente Abraham Lincoln (junto con la activista Sojourner Truth). En 1878, en la Convención de la Asociación de Librepensadores del Estado de Nueva York en Watkins Glen, arregló una fianza para uno de los asociados de D. M. Bennett, quien estaba vendiendo una reforma matrimonial y un tratado sobre el control de natalidad, pero ambos fueron detenidos.  Posteriormente se retiraron todos los cargos en su contra. En 1880, volvió a hablar en la misma convención, junto con Robert Green Ingersoll.

## Carrera
Entre 1856 y 1860, Colman trabajó en la Sociedad Abolicionista de Occidente y en la Sociedad Abolicionista Americana. En 1859, colaboró en la campaña de petición que las mujeres tuvieran derecho a voto en Nueva York. En 1863, fue nombrada secretaria en la Liga Nacional de Mujeres Leales. En lo que sería la petición más grande realizada a la fecha, la liga presentó más de 400 000 firmas ante el Congreso de los Estados Unidos. Esto facilitó sustancialmente la aprobación de la Decimotercera Enmienda, la cual abolió la esclavitud en Estados Unidos.
En 1864, Colman se convirtió en matrona en el Asilo Nacional de Huérfanos en Washington D. C.. Esta organización fue dirigida por la Asociación Nacional de Socorro para Mujeres y Niños Desamparados. Al mismo tiempo, ella enseñó y ejerció como superintendente en escuelas en Washington, Arlington y Virginia, para la Asociación Nacional de Socorro de Libertos, una institución creada para ayudar a esclavos libres.

## Convención Nacional de los Derechos de la Mujer
Esta serie de encuentros anuales fueron establecidas con el fin de ''incrementar la visibilidad del primer movimiento por los derechos de las mujeres'' en América. Colman asistió a la primera reunión realizada en 1850, en Worcester. Entre la variedad de temas abordados en la convención fueron: derechos de propiedad de las mujeres, reforma matrimonial, oportunidades de carreras universitarias y mayor acceso educacional. Animado por su amiga Amy Kirby Post, quien luego escribiría un prólogo para su autobiografía, Colman también habló en esta convención, sobre el tema del movimiento abolicionista.

## Publicaciones
Los escritos de Colman aparecían en el periódico abolicionista The Liberator, así como en THE Truthseeker, por ejemplo en 1858, cubriendo un discurso de conferencia realizado por Douglass.

## Reconocimiento
En 1898, Samuel Porter Putnam, en 400 Years of Feerhought, describió a Colman como: "Lucy N. Colman, en quien el fervor de juventud no encuentra cenizas en la época nevada, y la mañana plateada está radiante (...) La señora Colman es radical en todas las direcciones. Ella se opuso a la esclavitud blanca y a la esclavitud negra, y ha sido devota en los derechos de la mujer, así como en los derechos del hombre. Ella es una librepensadora radical, superando supersticiones de todo tipo. Ella no ha perdido interés en ninguna problemática vivida. Ella ha tenido una carrera agitada y ocupada; se mezcló con el mundo, junto a sus personajes y grandes movimientos, y ha hecho su aporte para lograr los grandes logros de la actualidad. Ha demostrado lo que una mujer puede hacer para tener confianza en sí misma, energía y devoción en la verdad y el derecho. Su nombre brilla en los anales del progreso."
Colman está recordada en el Día Internacional de la Mujer y el Mes de la Historia de las Mujeres como ''una de las librepensadoras más activas y mejor conectada de los Estados Unidos del siglo XIX''. Ella fue refedida como ''la Zelig de la Edad Dorada del Librepensamiento."